# Лобзоватый (Завьяловский район)
Лобзоватый —   упразднённый в 2010 году населённый пункт
(тип: разъезд) в Завьяловском районе Алтайского края. Входил в состав Глубоковского сельсовета.

## Название
Название было дано по близлежащему посёлку Лобзоватый. В свою очередь, тот
своё название посёлок получил от слова «лабза» — то есть топкое место.

## История
Разъезд Лобзоватый возник в 1953 г. при строительстве участка Барнаул-Кулунда Западно-Сибирской железной дороги.
Упразднён согласно Закону Алтайского края от 7 октября 2010 г. N 79-ЗС «Об упразднении железнодорожной казармы 335 км Большепанюшевского сельсовета Алейского района Алтайского края и разъезда Лобзоватый Глубоковского сельсовета Завьяловского района Алтайского края и внесении изменений в отдельные законы Алтайского края».

## Население
| 2002 | 2010 |
| ---- | ---- |
| 7    | ↘0   |

По переписи 2002 г. на разъезде проживало 7 человек. Национальный состав: русские — 100 %.